# Stagno a Montgeron
Stagno a Montgeron è un dipinto a olio su tela (172x193 cm) realizzato nel 1877 dal pittore francese Claude Monet. È conservato nel Museo dell'Ermitage di San Pietroburgo.
Il quadro raffigura uno stagno, con una figura femminile appoggiata ad un tronco intenta ad osservare l'acqua, semi-confusa con la vegetazione circostante.
Il ricco finanziere Ernest Hoschedé, che aveva acquistato alcuni quadri di Monet, nell'estate 1876 invitò il pittore nella sua tenuta di Montgeron, dove si trovava appunto lo stagno raffigurato nel quadro. La donna dipinta sullo sfondo potrebbe essere Camille, prima moglie di Monet, o Madame Hoschedé, che successivamente diverrà la compagna dell'artista.
Questo quadro venne esposto alla terza mostra degli impressionisti. Proveniente dalla Collezione Morozov di Mosca, il quadro venne esposto a San Pietroburgo dal 1930 in poi.